# Ribeirão
Ribeirão là một đô thị thuộc bang Pernambuco, Brasil. Đô thị này có diện tích 287,99 km², dân số năm 2007 là 38627 người, mật độ 134,13 người/km².